# Vitronura
Genre
Vitronura est un genre de collemboles de la famille des Neanuridae.

## Liste des espèces
Selon Checklist of the Collembola of the World (version du 17 octobre 2019) :
- Vitronura acuta Deharveng & Weiner, 1984
- Vitronura ciliata Wang, Wang & Jiang, 2016
- Vitronura dentata Deharveng & Weiner, 1984
- Vitronura giselae (Gisin, 1950)
- Vitronura gressitti Cassagnau & Deharveng, 1981
- Vitronura joanna (Coates, 1968)
- Vitronura kunigamiensis Tanaka & Hasegawa, 2010
- Vitronura latior (Rusek, 1967)
- Vitronura luzonica Yosii, 1976
- Vitronura macgillivrayi (Denis, 1933)
- Vitronura mascula Smolis & Deharveng, 2006
- Vitronura namhaeiensis Lee, 1974
- Vitronura paraacuta Wang, Wang & Jiang, 2016
- Vitronura pygmaea (Yosii, 1954)
- Vitronura qingchengensis Jiang & Yin, 2011
- Vitronura quartadecima Gao, Bu & Palacios-Vargas, 2012
- Vitronura setaebarbulata Gao, Bu & Palacios-Vargas, 2012
- Vitronura shaanxiensis Jiang & Yin, 2011
- Vitronura singaporiensis (Yosii, 1959)
- Vitronura sinica Yosii, 1976
- Vitronura tubercula Lee & Kim, 1990

## Publication originale
- Yosii, 1969 : Dicyrtomina and Ptenothrix (Insecta: Collembola) of the Solomon Islands. Zoological Journal Linnean Society, vol. 48, p. 217-236.